# Piechowice
Piechowice (Petersdorf fino al 1945) è una città polacca del distretto di Jelenia Góra nel voivodato della Bassa Slesia.
Ricopre una superficie di 43,22 km² e nel 2007 contava 6 500 abitanti.